# João Paulo (ur. 1964)
João Paulo, właśc. Sérgio Luís Donizetti (ur. 9 lipca 1964 w Campinas) – piłkarz brazylijski, występujący na pozycji pomocnika.

## Kariera klubowa
Karierę piłkarską João Paulo zaczął w klubie Anapolina Anápolis w 1982 roku. Następny rok grał w Goiânia EC, po czym na prawie 6 lat przeniósł się do Guarani FC. W 1989 przeszedł do włoskiego AS Bari. W Bari grał do 1994 roku. W sezonie 1991/92 był trenowany przez Zbigniewa Bońka i przeżyli razem spadek z Serie A. W 1994 roku powrócił do Brazylii do CR Vasco da Gama, z którym zdobył mistrzostwo stanu Rio de Janeiro – Campeonato Carioca 1994.
W następnych lata wielokrotnie zmieniał barwy klubowe. Grał m.in. w Ponte Preta Campinas, Goiás EC, Corinthians Paulista, Sport Recife, Portuguesa São Paulo, EC Bahia, União São João, Vitória Salvador, Paulista Jundiai, América Natal, CSA Maceió i Guarani FC FC.
João Paulo piłkarską karierę zakończył w Internacional Limeira w 2004 roku.

## Kariera reprezentacyjna
W reprezentacji Brazylii João Paulo zadebiutował 23 maja 1987 w meczu z reprezentacją Irlandii. Miesiąc później uczestniczył w Copa América 1987, jednakże nie zagrał w żadnym meczu. Cztery lata później ponownie wystąpił na Copa América 1991. Podczas tych mistrzostw zagrał we wszystkich meczach i strzelił 2 bramki. Ostatni raz w reprezentacji zagrał 9 listopada 1991 w meczu z reprezentacją Walii. Bilans jego występów reprezentacji to 16 spotkań i 4 bramki.
W 1988 João Paulo pojechał z olimpijską reprezentacją Brazylii na Letnie Igrzyska Olimpijskie 1988 do Seulu. Brazylia zdobyła na tych igrzyskach srebrny medal olimpijski, przegrywając w finale z reprezentacją ZSRR. João Paulo wystąpił na Igrzyskach w 3 spotkaniach, w tym półfinale i finale.